# Austrodromia indifferens
Austrodromia indifferens är en tvåvingeart som beskrevs av Collin 1933. Austrodromia indifferens ingår i släktet Austrodromia och familjen puckeldansflugor. Inga underarter finns listade i Catalogue of Life.